# Grupo N.º 224 da RAF
O Grupo N.º 224 da Real Força Aérea (RAF) foi um grupo do Comando do Extremo Oriente, um comando britânico que controlava as unidades britânicas no sudeste asiático e no extremo oriente. Formado no dia 3 de Janeiro de 1942, participou na Segunda Guerra Mundial no teatro do sudoeste do pacífico e na Guerra do Pacífico. Depois da guerra, foi dissolvido no dia 30 de Setembro de 1945. Mais tarde participou também na Guerra Fria, tendo existido durante o período entre 31 de Agosto de 1957 e 1 de Outubro de 1968, na Malásia.